# امامزاده حسن (نوشهر)
بقعه امامزاده حسن (نوشهر) مربوط به دوره تیموریان است و در شهرستان نوشهر، بخش کجور، روستای چورن واقع شده و این اثر در تاریخ ۱۰ خرداد ۱۳۸۲ با شمارهٔ ثبت ۸۷۹۳ به‌عنوان یکی از آثار ملی ایران به ثبت رسیده است.